# Banksia conferta
Banksia de Glasshouse, Banksia de serre
Espèce
Classification phylogénétique
Statut de conservation UICN

 VU B1ab(iii,v) : Vulnérable
Statut CITES
Banksia conferta, le Banksia de Glasshouse, est une espèce de plante du genre Banksia, de la famille des Proteaceae. Il s'agit d'arbustes ou de petits arbres endémiques d'Australie.
Il en existe deux variétés dans deux groupes de stations très éloignés l'un de l'autre :
- var. conferta dans le sud du Queensland sur le Plateau Lamington et plus au nord dans les Montagnes de Glass House ;
- var penicillata en Nouvelle-Galles du Sud depuis Bowral jusqu'à Lithgow au nord.

## Liste des sous-espèces
Selon BioLib (13 août 2023) :
- sous-espèce Banksia conferta subsp. conferta
- sous-espèce Banksia conferta subsp. penicillata A.S. George

Selon Tropicos (13 août 2023) (Attention liste brute contenant possiblement des synonymes) :
- sous-espèce Banksia conferta subsp. conferta
- sous-espèce Banksia conferta subsp. penicillata (A.S. George) A.S. George
- variété Banksia conferta var. conferta
- variété Banksia conferta var. penicillata A.S. George